# Yeshe Tsogyal
Yeshe Tsogyal (757 – 817) fu la consorte del grande maestro tantrico indiano Padmasambhava, il fondatore della tradizione Nyingma del buddismo tibetano.

## Biografia
La tradizione Nyingma la considera pari in realizzazione a Padmasambhava stesso. Le pratiche di meditazione a lei legate sottolineano il suo aspetto illuminato e sono simili nella forma alle pratiche tantriche delle divinità. Lei è variamente identificato con Vajravarahi, Tara o Sarasvati.
Nel buddismo tibetano  è riconosciuta come un Buddha femmina. I traduttori della “ La Signora del nato dal Loto”, la biografia spirituale che Yeshe Tsogyal ha lasciato, osservano che la sua vita e quella di Padmasambhava, dai tibetani considerato il secondo Buddha, è una testimonianza di illuminazione di Yeshe Tsogyal.
“Dalla bocca di un loto nasce
La rapida dea, eroico liberatore
Chi è andato avanti in forma umana
In mezzo alle montagne innevate del Tibet.”
Tra i tibetani laici è vista come un Buddha che prende la forma di una donna comune, in modo da essere accessibile per la persona media, che, per il momento, vede la sua forma Vajravarahi come una divinità pienamente perfezionata. Infatti, Yeshe si mostra in qualsiasi forma di emanazione che saprà domare o qualsiasi data persona, al pari di come, ad esempio, la luna piena nel cielo emerge come [vari] riflessi in diversi vasi d'acqua.
Secondo la leggenda era nata nello stesso modo come il Buddha, un mantra sanscrito suona come sua madre ha partorito senza dolore, ed   è inoltre considerata una reincarnazione proprio della madre del Buddha, Maya Devi. Il suo nome ("Primordiale (ye) Saggezza (shes) Regina (rgyal mo) del Lago (tso)") deriva dalla sua nascita che vide un lago vicino raddoppiare di volume.
Da giovane ragazza, si dice che abbia pregato per la felicità di tutti gli esseri senzienti. All'età di sedici anni, è stata avviata al buddismo da Guru Padmasambhava. Anche se lei era in origine una delle consorti Regina di Trisong Detsen, è stata data a Padmasambhava che divenne il suo principale consorte spirituale. Dopo molti anni di studio diligente raggiunse un livello di illuminazione pari al suo. Yeshe Tsogyal era la compilatrice principale degli insegnamenti di Padmasambhava, di cui scrisse anche la biografia "The Lotus-Born: The Lifestory of Padmasambhava" ed, anche se probabilmente era la trasformazione di una figura Bön più vecchia, Bönmo Tso  (femmina Bön praticante del lago), come lei ribatte nella sua "autobiografia", conserva anche le grandi tradizioni di completezza condivise dal Bön con la prima tradizione buddista del Tibet .
Come moglie di Tri-song-Detsen, re del Tibet, e la consorte di Padmasambhava, dato a lui su sua richiesta da parte del re, lei si trova anche storicamente all'inizio del passaggio da Bon a Buddismo in Tibet. Viene anche considerata una manifestazione di Sarasvati e, a volte identificata con la Bodhisattva Tara.
Nella  '"Vita di Yeshe Tsogyel," Padmasambhava predisse che Yeshe Tsogyel sarebbe rinata come Machig Lapdron, il suo consorte, Atsara Vendita, sarebbe diventato Topabhadra, il marito di Machig, il suo assistente e consorte secondaria di Padmasambhava, Tashi Khyidren, sarebbe rinato come l'unica figlia di Machig, e così via. Tutte le figure importanti nella vita di Tsogyel sarebbero rinate nella vita di Machig Lapdron, tra cui Padmasambhava stesso, che sarebbe diventato Phadampa Sangye.
Secondo il lignaggio Karmapa Tsogyel aveva raggiunto la Buddità in quella vita molto presto . Sul sito Karmapa si dice che lei-una trentina d'anni prima di trascendere l'esistenza terrena-finalmente emerse da un isolato ritiro di meditazione (796-805) come "un Buddha pienamente illuminato" (samyak-Sambuddha).